# Rubens Sevilha
Rubens Sevilha OCD (ur. 29 września 1959 w Tarabai) – brazylijski duchowny katolicki, biskup Bauru od 2018.

## Życiorys
Święcenia kapłańskie przyjął 19 października 1985 w zakonie karmelitów bosych. Pracował głównie w zakonnych parafiach oraz jako mistrz postulatu i nowicjatu. W latach 1994–1996 oraz 2011-2012 był przełożonym brazylijskiej prowincji zakonnej.
21 grudnia 2011 papież Benedykt XVI mianował go biskupem pomocniczym archidiecezji Vitória oraz biskupem tytularnym Idassa. Sakry udzielił mu 18 marca 2012 arcybiskup metropolita Vitórii - Luiz Mancilha Vilela.
28 marca 2018 papież Franciszek mianował go biskupem diecezji Bauru.